# Overpool
Overpool är en ort i distriktet Cheshire West and Chester, i grevskapet Cheshire, i England. Overpool var en civil parish 1866–1911 när blev den en del av Ellesmere Port. Civil parish hade 91 invånare år 1911.